# Тупаланг (футбольный клуб)
«Тупаланг» — узбекистанский футбольный клуб из города Сариасия Сурхандарьинской области (вилоята).

## История
Основан не позднее 2002 года. В сезоне-2003 выиграл финальный турнир Второй лиги чемпионата Узбекистана. В 2004 году занял 2-е место в Первой лиге и с 1-й же попытки пробился в Высшую лигу.
В 2005-2007 годах выступал в Высшей лиге, показав наилучший результат в сезоне-2005 (9-е место). В 2008 году отказался от участия в чемпионате и Кубке Узбекистана из-за финансовых проблем.

## Достижения
9-е место в Высшей лиге (2005).
 Серебряный призёр Первой лиги (2004).
1/8 финала Кубка Узбекистана (2007).